# Tokyo Electric Power Company
Tokyo Electric Power Company (яп. 東京電力株式会社), також відома як TEPCO — японська електроенергетична компанія. Забезпечує електроенергією регіон Канто, префектуру Яманасі і східну частину префектури Сідзуока. Компанія зайняла 118 місце в Fortune Global 500 в 2011 році.

## Історія
Токійська енергетична компанія була заснована 1 травня 1951 року. Спочатку компанія мала одну ГЕС. Перша ТЕЦ компанії (55МВт) була введена в дію 18 листопада 1953. В 1959 році була запущена друга ТЕС, в 1965 році — друга ГЕС потужністю 80,23 МВт.
В 1971 році Tokyo Electric Power Company запустила свою першу АЕС (460МВт) в префектурі Фукусіма. В 1985 запущена нова ТЕЦ в місті Фуццу, префектура Тіба.
В 1992 році компанія вперше представила доповідь про дії по захисту довкілля, яка згодом стала видаватися щорічно.
В 1997 році введена в дію нова АЕС компанії в префектурі Ніігата, яка була оснащена 7 реакторами сукупною потужністю 8212 МВт. Дана АЕС є однією з найбільших у світі.
В 1998 році тарифи на електроенергію в середньому скорочені на 4,2 %. В 2000 компанія запустила першу вітряну електростанцію. У тому ж році тарифи були знижені в середньому на 5,32 %. В 2002 тарифи скорочені ще на 7,02 %. У 2004 році — на 5,21 %.
В 2005 році TEPCO спільно з Japan Atomic Power Company заснували СП Recyclable-Fuel Storage Company для переробки відпрацьованого ядерного палива.
В 2006 році тарифи компанії були скорочені на 4,01 %.

### Аварія на АЕС Фукусіма I
В 2011 році 11 березня в результаті сильного землетрусу на півночі Японії на Фукусімській АЕС-1 сталася серйозна аварія з викидом радіації в довкілля.
Пізніше голова ради директорів TEPCO заявив про неминучість ліквідації чотирьох (з шести) аварійних енергоблоків АЕС. Експерти оцінили вартість ліквідації, яка може зайняти до 30 років, в $ 12 млрд. Наприкінці березня 2011 року керівництво TEPCO заявило про необхідність отримання найбільшого кредиту в сумі до $ 25 млрд на відновлення зруйнованої станції і погашення боргів (компанія в 2011 році має суттєво виплатити за емітованими їй облігаціями). У травні 2011 року стало відомо про те, що внаслідок аварії TEPCO за фінансовий рік, що закінчився в березні, зазнала рекордних збитків в 1,247 трлн єн ($ 15 млрд), а керівник компанії Масатака Сімідзу вирішив залишити свій пост.
Роком опісля, в березні 2012 року, TEPCO звернулася за допомогою до держави, запросивши 1 трлн єн ($ 12 млрд) в надії уникнути банкрутства. Аналітики Bloomberg припустили, що це — перший крок на шляху до націоналізації компанії: передбачається, що в обмін на запитану допомогу держава отримає 51 % акцій компанії, передбачено і подальше підвищення частки японського уряду.

## Власники та керівництво
Основні акціонери компанії на березень 2011 року: Japan Trustee Services Bank (4,47 %), The Dai-ichi Mutual Life Insurance (4,07 %), Nippon Life Insurance (3,90 %), The Master Trust Bank of Japan (3,81 %), муніципалітет міста Токіо (3,15 %).
Голова ради директорів компанії — Кадзухіко Сімокобе, президент — Масатака Сімідзу.

## Діяльність

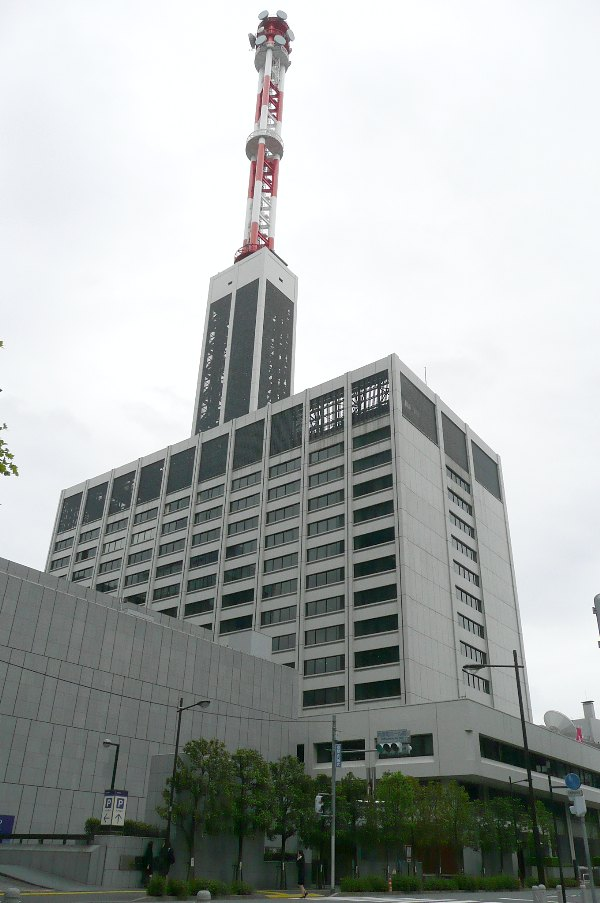
Штаб-квартира TEPCO.

На 2011 рік бізнес компанії зосереджений в 5 сегментах:
- Генерація електроенергії;
- Телекомунікації;
- Будівництво та експлуатація електростанцій;
- Супутні житлово-комунальні послуги;
- Інвестиції в електроенергетику за кордоном.

Сукупна потужність електростанцій становить 64,3 ГВт.